# Lekkoatletyka na Igrzyskach Ameryki Środkowej i Karaibów 2014
Lekkoatletyka na Igrzyskach Ameryki Środkowej i Karaibów – zawody lekkoatletyczne, które rozgrywano pomiędzy 23–30 listopada w meksykańskim mieście Xalapa.

## Rezultaty

### Mężczyźni
| Konkurencja:                  | 1. miejsce                                                                 | Rezultat  | 2. miejsce                                                                             | Rezultat  | 3. miejsce                                                                             | Rezultat   |
| Bieg na 100 m                 | Rolando Palacios                                                           | 10,27     | Levi Cadogan                                                                           | 10,27     | Yaniel Carrero                                                                         | 10,28      |
| Bieg na 200 m                 | Roberto Skyers                                                             | 20,47     | Reynier Mena                                                                           | 20,54     | José Carlos Herrera                                                                    | 20,63      |
| Bieg na 400 m                 | Raidel Acea                                                                | 45,36     | Yoandys Lescay                                                                         | 45,56     | Albert Bravo                                                                           | 45,82      |
| Bieg na 800 m                 | Andy González                                                              | 1:45,73   | Rafith Rodríguez                                                                       | 1:45,74   | Wesley Vázquez                                                                         | 1:46,05    |
| Bieg na 1500 m                | Andy González                                                              | 3:45,52   | Pablo Solares                                                                          | 3:45,62   | Christopher Sandoval                                                                   | 3:47,55    |
| Bieg na 5000 m                | Juan Luis Barrios                                                          | 14:15,98  | Ivan González                                                                          | 14:25,16  | Mario Pacay                                                                            | 14:27,34   |
| Bieg na 10 000 m              | Juan Luis Barrios                                                          | 29:13,63  | Juan Carlos Romero                                                                     | 29:28,32  | Ivan González                                                                          | 29:41,31   |
| Bieg na 3000 m z przeszkodami | Marvin Blanco                                                              | 8:43,76   | José Gregorio Peña                                                                     | 8:45,04   | Luis Ibarra                                                                            | 8:48,42    |
| Bieg na 110 m przez płotki    | Yordan L. O'Farrill                                                        | 13,46     | Yohany Portilla                                                                        | 13,53     | Greggmar Swift                                                                         | 13,59      |
| Bieg na 400 m przez płotki    | Omar Cisneros                                                              | 49,56     | Eric Alejandro                                                                         | 50,05     | Leslie Murray                                                                          | 50,21      |
| Sztafeta 4 × 100 m            | Kuba · César Ruíz · Reynier Mena · Yadier Luis · Yaniel Carrero            | 38,94     | Dominikana · Gustavo Cuesta · Yoandry Andujar · Stanly Del Carmen · Yancarlos Martinez | 39,01 =NR | Wenezuela · Alberto Aguilar · Dubeiker Cedeño · Álvaro Cassiani · Arturo Ramírez       | 39,22      |
| Sztafeta 4 × 400 m            | Kuba · William Collazo · Raidel Acea · Osmaidel Pellicier · Yoandys Lescay | 3:00,70   | Wenezuela · Alberto Aguilar · Albert Bravo · José Meléndez · Freddy Mezones            | 3:01,80   | Kolumbia · Bernardo Baloyes · Carlos Andrés Lemos · Diego Palomeque · Rafith Rodriguez | 3:02,52 NR |
| Chód na 20 km                 | Horacio Nava                                                               | 1:25:05   | Éider Arévalo                                                                          | 1:26:03   | José Montaña                                                                           | 1:27:30    |
| Chód na 50 km                 | Erick Barrondo                                                             | 3:49:40   | Omar Zepeda                                                                            | 3:52:45   | Cristian Berdeja                                                                       | 3:53:39    |
| Skok wzwyż                    | Sergio Mestre                                                              | 2,26      | Eure Yáñez                                                                             | 2,24      | Ryan Ingraham                                                                          | 2,24       |
| Skok o tyczce                 | Lázaro Borges                                                              | 5,30      | Yanquier Lara                                                                          | 5,15      | Raúl Ríos                                                                              | 5,00       |
| Skok w dal                    | David Registe                                                              | 7,79      | Muhammad Halim                                                                         | 7,75      | Yunior Díaz                                                                            | 7,66       |
| Trójskok                      | Ernesto Revé                                                               | 16,94     | Lázaro Martínez                                                                        | 16,91     | Yordanis Durañona                                                                      | 16,67      |
| Pchnięcie kulą                | Mario Cota                                                                 | 19,30     | Stephen Sáenz                                                                          | 19,27     | Raymond Brown                                                                          | 18,30      |
| Rzut dyskiem                  | Jorge Fernández Hernández                                                  | 63,17     | Mauricio Ortega                                                                        | 60,69     | Mario Cota                                                                             | 58,21      |
| Rzut młotem                   | Roberto Janet                                                              | 74,11     | Reinier Mejías                                                                         | 71,81     | Roberto Sawyers                                                                        | 70,66      |
| Rzut oszczepem                | Guillermo Martínez                                                         | 79,27     | Juan José Méndez                                                                       | 76,80     | Osmani Laffita                                                                         | 76,28      |
| Dziesięciobój                 | Yordani García                                                             | 7854 pkt. | José Angel Mendieta                                                                    | 7517 pkt. | Roman Garibay                                                                          | 7243 pkt.  |

### Kobiety
| Konkurencja:                  | 1. miejsce                                                                      | Rezultat  | 2. miejsce                                                                      | Rezultat  | 3. miejsce                                                                            | Rezultat     |
| Bieg na 100 m                 | Andrea Purica                                                                   | 11,29 NR  | Nediam Vargas                                                                   | 11,43     | LaVerne Jones-Ferrette                                                                | 11,54        |
| Bieg na 200 m                 | Nercely Soto                                                                    | 23,14     | Maria Alejandra Idrovo                                                          | 23,52     | Allison Peter                                                                         | 23,54        |
| Bieg na 400 m                 | Lisneidy Veitía                                                                 | 51,72     | Daysurami Bonne                                                                 | 52,49     | Yennifer Padilla                                                                      | 52,95        |
| Bieg na 800 m                 | Rose Mary Almanza                                                               | 2:00,79   | Cristina Guevara                                                                | 2:01,68   | Gabriela Medina                                                                       | 2:02,36      |
| Bieg na 1500 m                | Muriel Coneo                                                                    | 4:14,84   | Cristina Guevara                                                                | 4:16,51   | Adriana Muñoz                                                                         | 4:20,50      |
| Bieg na 5000 m                | Brenda Flores                                                                   | 16:02,64  | Sandra López                                                                    | 16:13,23  | Yudisleivis Castillo                                                                  | 16:16,21     |
| Bieg na 10 000 m              | Brenda Flores                                                                   | 35:54,44  | Kathya García                                                                   | 36:23,32  | Yudisleivis Castillo                                                                  | 36:29,04     |
| Bieg na 3000 m z przeszkodami | Ángela Figueroa                                                                 | 10:05,25  | Muriel Coneo                                                                    | 10:07,94  | Beverly Ramos                                                                         | 10:08,39     |
| Bieg na 100 m przez płotki    | Lina Flórez                                                                     | 13,19     | Brigitte Merlano                                                                | 13,19     | Kierre Beckles                                                                        | 13,47        |
| Bieg na 400 m przez płotki    | Zudikey Rodríguez                                                               | 56,79     | Magdalena Mendoza                                                               | 57,67     | Zurian Hechavarría                                                                    | 57,74        |
| Sztafeta 4 × 100 m            | Wenezuela · Nediam Vargas · Andrea Purica · Nelsibeth Villalobos · Nercely Soto | 43,53 NR  | Kolumbia · Lina Flórez · Alejandra Idrovo · Darlenis Obregón · Eliecet Palacios | 44,02     | Kuba · Geylis Montes · Arialis Gandulla · Gretter Guillén · Dulaini D. Odelín         | 44,19        |
| Sztafeta 4 × 400 m            | Kuba · Lisneidy Veitía · Gilda Casanova · Yaneisi Borlot · Daysurami Bonnea     | 3:29,69   | Meksyk · Natali Brito · Gabriela Medina · Mariel Espinoza · Zudikey Rodríguez   | 3:33,16   | Kolumbia · Norma González · Zulley Melissa Torres · Yennifer Padilla · Evelyn Aguilar | 3:34,14      |
| Chód na 20 km                 | Mirna Ortiz                                                                     | 1:35:43   | Sandra Arenas                                                                   | 1:36:29   | Ingrid Hernández                                                                      | 1:37:11      |
| Skok wzwyż                    | Levern Spencer                                                                  | 1,89      | Priscilla Frederick                                                             | 1,83      | Kashany Ríos                                                                          | 1,80         |
| Skok o tyczce                 | Yarisley Silva                                                                  | 4,60      | Diamara Planell                                                                 | 4,15      | Robeilys Peinado                                                                      | 4,15         |
| Skok w dal                    | Chantel Malone                                                                  | 6,46      | Irisdaymi Herrera                                                               | 6,36      | Zoila Flores                                                                          | 6,26         |
| Trójskok                      | Caterine Ibargüen                                                               | 14,57     | Dailenys Alcántara                                                              | 14,09     | Yosiri Urrutia                                                                        | 13,89        |
| Pchnięcie kulą                | Cleopatra Borel                                                                 | 18,99     | Yaniuvis López                                                                  | 17,88     | Sandra Lemus                                                                          | 17,50        |
| Rzut dyskiem                  | Denia Caballero                                                                 | 64,47     | Yaime Pérez                                                                     | 62,42     | Johana Martínez                                                                       | 56,27        |
| Rzut młotem                   | Yipsi Moreno                                                                    | 71,35     | Yirisleyidi L. Ford                                                             | 69,62     | Johana Moreno                                                                         | 67,77        |
| Rzut oszczepem                | Flor Ruíz                                                                       | 63,80 AR  | Abigail Gómez                                                                   | 57,28 NR  | Coralys Ortiz                                                                         | 54,53        |
| Siedmiobój                    | Yorgelis Rodríguez                                                              | 5984 pkt. | Yusleidys Mendieta                                                              | 5819 pkt. | Alysbeth Felix                                                                        | 5721 pkt. NR |

## Rekordy
Podczas zawodów ustanowiono 16 krajowych rekordów w kategorii seniorów:
| Zawodnik                                                              | Reprezentacja       | Konkurencja                     | Rezultat  |
| --------------------------------------------------------------------- | ------------------- | ------------------------------- | --------- |
| Albert Bravo                                                          | Wenezuela           | bieg na 400 metrów              | 45,21     |
| Pedro Múñoz                                                           | Wenezuela           | rzut młotem                     | 68,52     |
| Adrian Williams                                                       | Saint Kitts i Nevis | rzut oszczepem                  | 66,87     |
| Gustavo Cuesta Yoandry Andujar Stanly Del Carmen Yancarlos Martinez   | Dominikana          | sztafeta 4 × 100 metrów         | 39,01     |
| Bernardo Baloyes Carlos Andrés Lemos Diego Palomeque Rafith Rodriguez | Kolumbia            | sztafeta 4 × 400 metrów         | 3:02,52   |
| Nery Brenes David Hodgson Gary Robinson Gerald Drummond               | Kostaryka           | sztafeta 4 × 400 metrów         | 3:08,02   |
| Andrea Purica                                                         | Wenezuela           | bieg na 100 metrów              | 11,29     |
| Magdalena Mendoza                                                     | Wenezuela           | bieg na 400 metrów przez płotki | 56,87     |
| Pascale Delaunay                                                      | Haiti               | trójskok                        | 13,47     |
| Flor Ruíz                                                             | Kolumbia            | rzut oszczepem                  | 63,80     |
| Abigail Gómez                                                         | Meksyk              | rzut oszczepem                  | 57,28     |
| Alysbeth Felix                                                        | Portoryko           | siedmiobój                      | 5721 pkt. |
| Jessamyn Sauceda                                                      | Meksyk              | siedmiobój                      | 5606 pkt. |
| Katy Sealy                                                            | Belize              | siedmiobój                      | 4684 pkt. |
| Nediam Vargas Andrea Purica Nelsibeth Villalobos Nercely Soto         | Wenezuela           | sztafeta 4 × 100 metrów         | 43,53     |
| Shantely Scott Sharolyn Joseph Desiré Bermudez Tracy Joseph           | Kostaryka           | sztafeta 4 × 100 metrów         | 46,09     |